# Basket Draghi Novara
Il Basket Draghi Novara è stata una squadra di pallacanestro di Novara.

## Storia
La società nasce negli anni ottanta a Castelletto sopra Ticino con il nome di Basket Castelletto e i colori sociali giallo e blu. Partendo dalla Promozione è arrivata fino alla Legadue.
La prima promozione in serie cadetta arriva al termine della stagione 2003-04, ma la società rinuncia alla promozione cedendo il titolo di partecipare alla Legadue alla Juvecaserta Basket.
Nel 2004 cambia il nome in Basket Draghi e al termine della stagione 2004-05 viene promossa in Legadue per la seconda volta consecutiva. Stavolta la società sceglie di disputare il campionato cadetto e, pochi mesi dopo, lo può giocare nel suo nuovo PalAmico. Dopo la stagione 2006-07, la società si trasferisce a Novara, assumendo la denominazione di Basket Draghi Novara.
Lo spostamento di sede è stato annunciato pubblicamente il 13 giugno 2007 con una conferenza stampa avvenuta presso il palazzo del Comune di Novara. Lo spostamento ha fatto seguito alla retrocessione in Serie B d'Eccellenza dell'Aironi Basket Novara che per sei anni, con lo sponsor Cimberio, ha rappresentato la città piemontese sempre in Legadue.
Il titolo degli Aironi di Novara di B d'Eccellenza è stato ceduto dall'ex patron degli Aironi Renzo Cimberio ad una cordata formata da varie società della zona con a capo un nuovo gruppo dirigenziale proprio della vicina Castelletto Ticino, che creano la Pallacanestro Lago Maggiore. A sua volta Renzo Cimberio ha abbandonato il Piemonte portando la sponsorizzazione alla Pallacanestro Varese.
La squadra dei Basket Draghi Novara giocava allo Sporting Palace, secondo palazzetto dello sport in Piemonte per capienza complessiva, inaugurato nel giugno 2007.

### L'annata sportiva 2007-2008
L'annata sportiva 2007-2008 è iniziata con la firma del coach rosetano Tony Trullo (vice Marco Morganti) riconferma di alcuni dei giocatori che avevano già giocato a Castelletto (Levin, Cristelli, Bertolini, Martini) e l'acquisto di due nuovi stranieri (Steve Burtt jr., figlio del giocatore che ebbe grandi annate in Italia) e Jaime Lloreda (nazionale panamense). A Novara è tornato Marco Sambugaro (già visto con la maglia Cimberio) mentre da Pavia è arrivato Basei. Completano la panchina Gallazzi e Bruno e il giovanissimo talento Luca Leone classe 1989. L'infortunio di Cristelli (menisco) costringe la società ad intervenire nuovamente sul mercato con la recluta a gettone di Giorgio Mapelli (contratto terminato il 30 novembre). Dopo la sconfitta con Rimini viene annunciato (martedì 13 novembre) il licenziamento di Tony Trullo. Il suo posto viene preso dal vice Marco Morganti al cui fianco siede, in qualità di vice Joe Riccardo Telesi, già responsabile del progetto giovanili. Successivamente (lunedì 26 novembre) viene tagliato anche Steve Burtt, il cui posto viene preso (il 28 novembre) da Hassan Adams, ex star dell'Università di Arizona, scelto al secondo giro dai New Jersey Nets. Nel corso della stessa settimana arriva anche il playmaker Maurizio Ferrara. Entrambi esordiscono nel match casalingo con Casale Monferrato il 9 dicembre. Dopo la pausa natalizia, la dirigenza dei Draghi decide di tagliare anche Jaime Lloreda, sostituito da Brandon Bowman, ala proveniente da Georgetown che per due anni ha giocato in D-League con i Bakersfield Jam. Bowman è stato compagno all'high school di Hassan Adams di cui è anche amico personale. Pochi giorni dopo veniva esonerato anche Marco Morganti; al suo posto era chiamato Marcello Perazzetti. A rafforzare il roster giungeva anche Walter Santarossa al posto di Davide Cristelli.

### Organigramma
- Presidente onorario: Roberto Bardo
- Vice presidenti: Anna Casaluci e Andrea Gallina
- Direttore generale: Mauro Desidera
- General manager: Marco Sibilia
- Resp. marketing e P.R.: Fabio Tosi
- Addetto stampa: Fabrizio Frattini
- Resp. logistico: Mauro Perucco
- Segreteria: Sandra Sonzogni

## Formazioni
- Basket Draghi Novara 2007-2008